# Anouska van der Zee
Anouska van der Zee, née le 5 avril 1976 à Utrecht, est une coureuse cycliste néerlandaise.

## Palmarès

### Palmarès sur route
- 1997
  - 2e étape du Grand Prix de Boekel
- 1998
  - 3e de Omloop der Groene Gemeente
- 1999
  - 3e de Luba Classic
- 2000
  - 2e du championnat des Pays-Bas du contre-la-montre
- 2001
  - 1re étape de Ster van Zeeland
  - 2e du championnat des Pays-Bas du contre-la-montre
  - 2e de Ster van Zeeland
  - 3e du RaboSter Zeeuwsche Eilanden
- 2002
  - 1re étape du Grand Prix de Boekel
  - 2e du Grand Prix de Boekel
  - 2e de Ronde rond het Ronostrand
- 2003
  - 3e étape de Holland Ladies Tour
- 2004
  - 2e du Circuit de Borsele
  - 3e de Vuelta Castilla y Leon

### Palmarès sur piste

#### Championnats d'Europe
- 1998
  - 2e du championnat d'Europe de poursuite espoirs

#### Coupe du monde
- 2000
  - 1re de la course aux points à Mexico
  - 3e de la poursuite à Mexico
  - 3e du classement général de la coupe du monde de la course aux points
- 2001
  - 2e de la poursuite à Pordenone
  - 2e de la poursuite à Mexico
  - 3e du classement général de la coupe du monde de poursuite
- 2002
  - 3e de la poursuite à Monterrey
- 2003
  - 2e du classement général de la coupe du monde de poursuite
  - 2e de la vitesse par équipes à Aguascalientes (avec Yvonne Hijgenaar et Vera Koedooder)

#### Championnats nationaux
- 1997
  - 3e du championnat des Pays-Bas de la poursuite
- 1998
  - 2e du championnat des Pays-Bas de la poursuite
- 1999
  - 2e du championnat des Pays-Bas de la poursuite
  - 3e du championnat des Pays-Bas de la course aux points
- 2000
  - 2e du championnat des Pays-Bas de la poursuite
- 2001
  - 3e du championnat des Pays-Bas de la poursuite
- 2002
  - 2e du championnat des Pays-Bas de la poursuite